# Steinheil (Mondkrater)

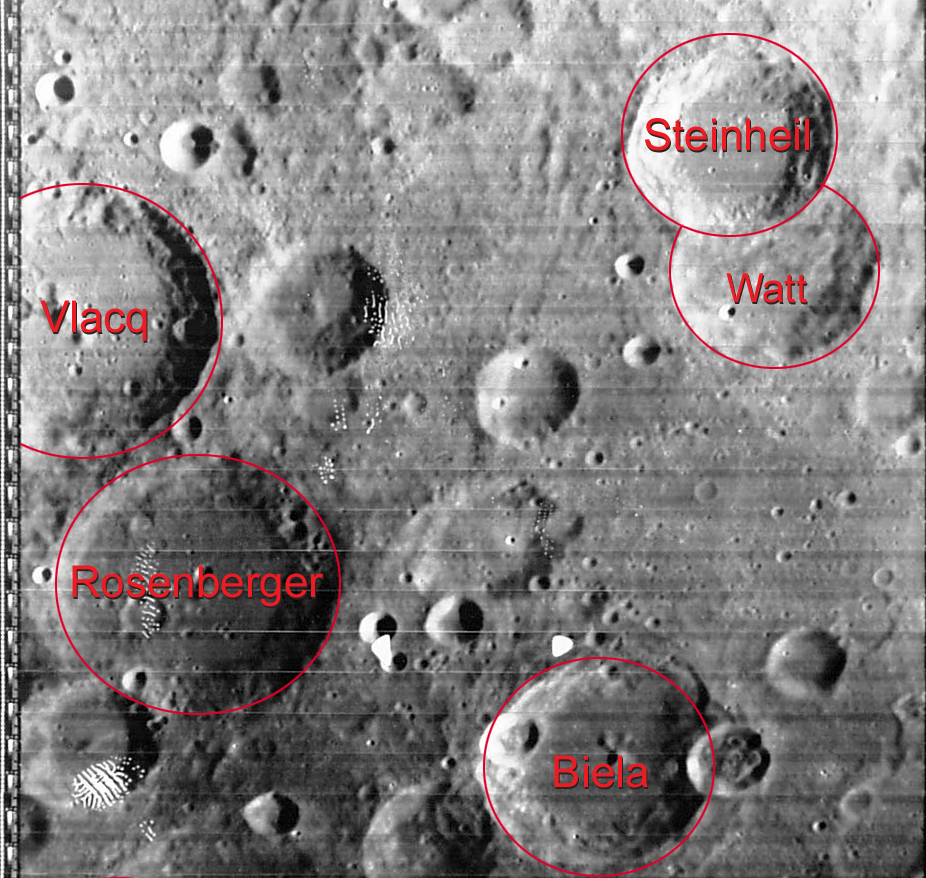
Krater Steinheil und Umgebung, aufgenommen vom Lunar Orbiter

Steinheil ist ein nach dem Physiker, Astronomen und Unternehmer Carl August von Steinheil benannter Mondkrater. Steinheil liegt am südöstlichen Rand des Mondes und bildet zusammen mit Watt einen Doppelkrater. Gute Beobachtungsbedingungen ergeben sich durch die Randlage 18 Tage nach Neumond. Der Krater stammt aus der nectarischen Zeit vor 3,92 bis 3,85 Mrd. Jahren.
Steinheil und Watt liegen im unebenen Hochland am südöstlichen Rand des Mondes, südöstlich der großen Kraterebene Janssen, d. h. bei Sicht von der Nordhalbkugel der Erde auf den Mond unten rechts jedoch bei Beobachtung durch die meisten Teleskope oben links. Der Krater Watt, der direkt angrenzend noch etwas weiter südöstlich (‚dahinter‘) liegt und im nordwestlichen Teil von Steinheil überdeckt wird, hat nahezu die gleiche Größe. Das Kraterpaar ist daher sehr auffällig.
Steinheil sieht zwar durch seine Randlage perspektivisch verzerrt aus, ist aber kreisrund. Der Krater hat einen flachen Boden; seine Oberfläche ist von einer Reihe kleinerer Einschläge gekennzeichnet.
| Buchstabe | Position           | Durchmesser | Link |
| --------- | ------------------ | ----------- | ---- |
| E         | 44,93° S, 47,51° O | 16 km       |      |
| F         | 45,37° S, 48,31° O | 21 km       |      |
| G         | 45,73° S, 49,97° O | 19 km       |      |
| H         | 45,79° S, 46,97° O | 19 km       |      |
| K         | 48,64° S, 51,94° O | 4 km        |      |
| X         | 47,6° S, 45,76° O  | 17 km       |      |
| Y         | 47,37° S, 45,06° O | 16 km       |      |
| Z         | 46,44° S, 45,28° O | 21 km       |      |